# محمد جميل حمود العاملي
محمد بن جميل بن عبد الحسين بن يوسف حمود العاملي (1959 بيروت - الآن). هو مرجع شيعي اثنا عشري لبناني معاصر. عُرِفَ بمنهجه الحاد تجاه عقائد السنة، والقول بكفرهم وتحريم أكل ذبائحهم، (1) وكذلك التزامه بالعقائد الشيعية، ورفضه التقريب العقائدي بين الشيعة وغيرهم. وانتقاده لولاية الفقيه المتمثلة بالحكومة الإيرانية في مؤلفاته وبياناته ككتاب «ولاية الفقيه العامة في الميزان».

## ولادته ونشأته
ولد في عام 1380 هـ (الموافق لعام 1959) في المنطقة الغربية من بيروت، وقد هاجر والداه من قرى جبل عامل منذ صباهما، واستوطنا في بيروت، وأنجبا أربعة ذكور وثلاث بنات، وكان محمد جميل أكبر الذكور. يعود أصل جدّه عبد الحسين من بلدة ميدون الواقعة في البقاع الغربي قرب سحمر ويحمر الشقيف، هاجر منها إلى قرية مركبا المتاخمة للشريط الحدودي من نواحي قلعة الشقيف القريبة من منطقة الجليل الفلسطينيّة، وتزوّج نساء عدّة وأنجب منهن أولاداً، منهم جميل. وقد مات والده وهو صغير السن، فعاش يتيماً، وهاجر إلى بيروت وهو ابن ثلاث عشرة سنة ليعمل في سنٍ مبكرة، ثمّ لمّا بلغ ما بعد العشرين اقترن بفاطمة بنت قاسم علاء الدين التي يرجع نسبها ـ حسب بعض الأقوال ـ إلى آل زهرة في حلب.
عاش العاملي في كنف والديه، وقد اضطر بسبب الفقر إلى العمل خلال العطلة المدرسية للدراسة الابتدائية ليكسب شيئاً من المال يعينه لدخول المدرسة في كلّ عام، وهكذا قضى شطراً كبيراً من حياته عاملاً وتلميذاً إلى أنْ حصل على الشهادة المتوسطة عام 1974، ثم ابتدأت الحرب الأهلية اللبنانية في عام 1975 وقد ساقه التوفيق الإلهي إلى سلوك طلب العلم الديني، فقذف في قلبه محبّة المراودة إلى فقهاء بيروت يومذاك نظير فريد دهره المقدَّس الفقيه الشيخ محمّد حسن القبيسي الذي اعتنى بشيخنا الوارف عناية خاصة، فكان يدخله عليه في وقتٍ لا يسمح لعلماء بالدخول عليه، وكان يُلقي عليه من النصائح والإرشاد ما لم يلقه على غيره من محبيه ومريديه لما تفرَّس فيه من قابلية متفتحة لعلوم أهل البيت عليهم السلام، كما كان يتردد على الفقيه الشيخ حسين معتوق، فكان المترجَم له برزخ بين عالمين جليلين من خيرة علماء جبل عامل على الإطلاق.

## سفره إلى خارج لبنان
لم يقتصر فقهينا على العالمين المذكورين فقط، بل تعدّاهما بشكلٍ عرضيٍّ إلى آخرين كالفقيه العلاّمة محمّد جواد مغنية الذي نصح شيخنا بالسفر إلى قم المقدَّسة لدراسة العلوم الدينية في مقابل نصح العلاَّمة الفقيه القبيسي ومعتوق رضيَ الله عنهما حيث أشارا عليه بالتوجُّه إلى العراق، ولكن لمّا كان الذهاب إلى العراق وإيران متعذراً على فقيهنا يومذاك لأسبابٍ أمنية ومادية، اضطر للرحيل إلى سوريا لحوزة الفقيه السيد الخوئي في دمشق، ثمّ انتقل منها إلى حوزة سماحة العلاَّمة السيد أحمد الواحدي، فدرس عليه بعض المقدِّمات من النحو والصرف والمنطق والرسالة العملية، وبقي عنده ما يقرب من عامٍ واحدٍ، ثم وُفِّقَ للرحيل إلى قم المقدَّسة حيث واصل دراسة المقدِّمات كلّها على أيدي علماء يُشهَد لهم بالسيرة النقية والتحصيل... وبعدها تُلمذ فقيهنا في السطوح على أيدي كبار العلماء الذين يُشهَد لهم بالفضيلة أمثال السيد أحمد المددي والشيخ مصطفى الهرندي والشيخ الفقيه محمّد الغروي.
فكانت المكاسب عند المددي والهرندي، والرسائل عند الغروي... ثمّ تلمذ في البحوث العليا في الخارج على يد كبار المراجع كالسيّد الفقيه المرجع النجفي المرعشي والسيّد محمود الهاشمي الشاهرودي.
كما إنّ شيخنا قد درس الفلسفة وعلم الكلام على متن كتاب كشف المراد للطوسي وشرحه للعلاّمة الحلي، ودرس التفسير والعرفان النظري عند الشيخ عبد الله جوادي آملي والشيخ محمد الصادقي، ودرس الأخلاق والعرفان العملي عند الشيخ حسين مظاهري والشيخ الفقيه محمّد الغروي دامت بركاته، كما أنَّه اكتسب كثيراً من ألطاف العارف الكبير الفقيه السيّد عبد الكريم الكشميري الذي كان المشجّع للمترجم له بشدِّ الرحال إلى لبنان لتعليم الجاهلين وتقويم عقائد المشككين... عدا عن انكبابه على المطالعة المركَّزة التي أعطته والتوسل بالحجج عليهم السلام الكثير من العطاء وسعة الأفق وفهم المطالب العلمية...
بعد مضي خمس سنين من دراسة بحوث الخارج ارتأى فقيهنا الاكتفاء بذلك بعدما رأى من نفسه عدم الحاجة إلى مواصلة البحث عند أساتذته، وذلك لأنّ حضوره إنَّما كان لأجل التوصل إلى معرفة طرق الاستدلال الفقهي، وهذا يحصل بسنة عند بعض، وقد لا يحصل بعشرين سنة عند الكثيرين، وقد منّ الله تعالى على فقيهنا إذ أعطاه من الفهم ما يغنيه عن مواصلة الحضور في بحث الخارج، بل كان حضوره في أكثر الأحيان صورياً، وذلك لعلمه بطريقة الاستدلال على المطالب بتوفيقٍ من الحجج عليهم السلام، وهو أمر لا يمكننا أنْ نزيد عليه، فألطافهم خفية والطرق إلى الله تعالى بعدد أنفاس الخلائق، فالكشوفات العلميَّة من تلك الألطاف الخفية والأسرار المحمديَّة والتجليات الفاطميَّة العلوية والإشراقات الحسينية والمهدوية على أصحابها آلاف السلام والتحية، كثيرة لا تحصى، وليس وراء عبادان قرية، وما العلم بكثرة التعلم بل هو نور يقذفه الله في قلب مَن يشاء.. ولله المجد والمِنّة والفضل والشكر والإحسان، كما أنّ لحججه الكرام الفضل والسبق والشكر والإحسان إلى شيخنا العاملي لكونه عبداً مملوكاً لله تعالى ولهم عليهم السلام وليس لغيرهم في قلبه نصيب أبداً، وهذا كلّه من فضل بارئنا تبارك وتعالى ومنّه ورضاه: إنَّ رَبِّي عَلَى صِرَاطٍ مسْتَقِيمٍ (هود : 56).

## الاعتداء عليه
في 12 أبريل 2011، هجم مجموعة من الأشخاص يدعي البعض انهم من اتباع حزب الله ولم يتم التأكد من مصدر محايد، على منزله ومكتبه الكائنين بمنطقة المريجة في الضاحية الجنوبية ببيروت، وقاموا بالاعتداء ضرباً على بعض تلامذته، وذلك بدعوى تعرضه لعائشة بنت أبي بكر في كتابه «خيانة عائشة بين الاستحالة والواقع».

## مؤلفاته
- وسيلة المتقين في أحكام سيد المرسلين وأهل بيته الطاهرين. الرسالة العملية للعاملي ومقسمة لجزئين؛ جزء العبادات، وجزء المعاملات، وقد قام فيها بالتعليق على كتاب «الفتاوى المستنبطة» الرسالة العملية لعلي الغروي، مع تغييره لمواضع الاختلاف منها بما يؤدي إليه نظره، كما حذف بعض ما يرى أنه مما ينبغي أن يُحذف، وكذلك أضاف ما يرى أنه مما ينبغي أن يُضاف، فأصبحت هذه الرسالة مطابقة لفتاواه.
- القول الفصل بحرمة الغناء في العرس.
- ولاية الفقيه العامة في الميزان.
- رد الهجوم عن شعائر الإمام الحسين المظلوم. يرد فيه على بعض المراجع الذين يفتون بحرمة التطبير، ويبين فيه استدلالاته على استحبابه.
- إفحام الفحول في شبهة تزويج عمر بأم كلثوم.
- شبهة إلقاء المعصوم نفسه في التهلكة ودحضها.
- المختار من ولاية الأبكار.
- خيانة عائشة بين الاستحالة والواقع. هذا الكتاب هو بحث استدلالي يبين فيه خيانة عائشة بنت أبي بكر للنبي محمد، حيث أن هذه المسألة هي مسألة خلافية بين الشيعة.
- طهارة أهل البيت المادية والمعنوية من آية التطهير.
- الفوائد البهية في شرح عقائد الإمامية. هو شرحٌ على كتاب «عقائد الإمامية» لمحمد رضا المظفر، وقد كتب علي الغروي تقريضاً على هذا الكتاب، وقد طُبع هذا الكتاب أربع طبعاتٍ في بيروت وقم.
- علم اليقين في تنزيه سيد المرسلين.
- هداية الألباب إلى شرح زيارة السرداب.
- الأصول العقائدية الخمسة.
- التحقيق في علامات الظهور الشريف.
- أبهى المداد في شرح مؤتمر علماء بغداد.
- شرح زيارة عاشوراء.
- تجلي الإمامة يوم الغدير.
- التسلسل التاريخي لوقعة الطف.
- معنى الناصبي وحكم التزاوج معه.
- عائشة قاتلة الرسول الأعظم صلّى الله عليه وآله وسلّم.
- تجلّي الإمامة يوم الغدير.
- الشعائر الحسينية.
- نفحات الأبرار في شرح زيارة عاشوراء.

## هوامش
- 1 - العاملي هو المرجع الوحيد من مراجع الشيعة المعاصرين الذين يحكمون بكفر السنة حُكماً وموضوعاً؛ وقد كان المشهور بين المتقدّمين منهم أن منكر الإمامة ناصب كافر تترتّب عليه أحكام الكفر، إلا أنهم استثنوا منه المستضعَف، أي الذي يكون من الجهلة العوام الذين لا تكون لهم قابلية التفقه في العقيدة والدين. ثم أصبح المشهور بين المتأخرى ن منهم الحكم بإسلام منكر الإمامة ولو إسلاماً ظاهرياً فرتّبوا عليه أحكام الإسلام، وتفرع عن ذلك قولهم بأن منكر الإمامة ليس بناصب كافر، وإنما هو الذي يجاهر بعداوة أهل البيت قولاً أو فعلاً.